# Домовленість про есмінці в обмін на бази
Домовленість про есмінці в обмін на бази була укладена між США та Сполученим Королівством від 2 вересня 1940, згідно з якою ескадрені міноносці ВМС США передані Королівському флоту від ВМС США в обмін на земельні права у британських володіннях.
Передані есмінці (представники типів «Калвел», «Вікес» та «Клемсон», вони відомі як «тип тисячі двісті тонн» (також відомий як «плоскопалубні» або «чотиритрубні» за їх чотирма трубами), у Британії вони відносилися до типу «Таунс» та називалися на честь міст з однаковими назвами у обох країнах. Президент США Франклін Рузвельт використовував виконавчу угоду, яка не вимагала схвалення Конгресу. Однак його я жорстко критикували американці-пацифісти, які вказували, що угода порушує закони про нейтралітет.

## Контекст
До кінця червня 1940 Третій Рейх перемогла Францію. Британці, їхня Співдружність та імперія стояли на самоті у війні проти Гітлера та Муссоліні.
Британський комітет начальників штабів у травні дійшов висновку, що якщо Франція розпадеться, «ми не думаємо, що зможемо продовжувати війну з будь-яким шансом на успіх» без «повної економічної та фінансової підтримки» Сполучених Штатів.  Уряд США з розумінням поставився до тяжкого становища Великої Британії, але громадська думка США тоді переважною більшістю підтримувала ізоляціонізм, щоб уникнути участі в «ще одній європейській війні».Виходячи з цих настроїв, Конгрес США трьома роками ранішеприйняв закони про нейтралітет, які забороняли доставку або продаж зброї зі США будь-якій воюючій країні. Президент США Франклін Д. Рузвельт був додатково обмежений майбутніми президентськими виборами 1940 року, оскільки його критики намагалися зобразити його прихильником війни. Юридична консультація Міністерства юстиції США заявила, що угода була законною.
Наприкінці травня евакуація британських військ із Дюнкерка під час операції «Динамо» призвела до того, що Королівському флоту негайно знадобилися ескортні кораблі, особливо тому, що він брав участь у битві за Атлантику, у якій німецькі підводні човни загрожували британським постачанням продовольства та інших ресурсів, необхідних для ведення війни.
Оскільки німецькі війська швидко просувалися до Франції, і багато хто в уряді США був переконаний, що поразка Франції та Британії неминуча, США надіслали пропозицію до Лондона через британського посла, маркіза Лотіанського, про оренду американцями аеродромів на Тринідаді, Бермудських островах і Ньюфаундленді.
Британський прем'єр-міністр Вінстон Черчилль спочатку відхилив пропозицію 27 травня, якщо Британія негайно не отримає якусь підтримку натомість. 1 червня, коли наближалася поразка Франції, Рузвельт обійшов Закон про нейтралітет, оголосивши «надлишковими» багато мільйонів одиниць американських боєприпасів і застарілої стрілецької зброї та дозволивши їх відправлення до Британії. Рузвельт відхилив прохання Черчилля про есмінці для Королівського флоту.
У серпні, коли становище Великої Британія досягало найнижчої точки, посол США Джозеф П. Кеннеді повідомив з Лондона, що капітуляція Великої Британії буде «неминучою». Прагнучи переконати Рузвельта відправити есмінці, Черчилль попередив Рузвельта, що якщо Британія буде переможена, її колоніальні володіння-острови, розташовані поблизу американських берегів, можуть стати прямою загрозою для США, якщо вони потраплять до рук Німеччини.

## Угода
Рузвельт схвалив угоду ввечері 30 серпня 1940 року. 2 вересня 1940 року, коли битва за Британію загострилася, держсекретар Корделл Голл оголосив про згоду на передачу військових кораблів Королівському флоту. 3 вересня 1940 року адмірал Гарольд Старк засвідчив, що есмінці не є життєво важливими для безпеки США. В обмін на це США було надано землю в різних британських володіннях для створення військово-морських або авіаційних баз з безоплатним використанням на 99 років, на:
- Ньюфаундленд
- Східна сторона Багамських островів
- Південне узбережжя Ямайки
- Західне узбережжя Сент-Люсії
- Західне узбережжя Тринідаду (затока Парія)
- Антигуа
- Британська Гвіана (тепер Гаяна ) в межах п'ятдесяти миль від Джорджтауна

Угода також надала США права на повітряні та військово-морські бази в:
- The Грейт Соунд і Кастл Гарбор, Бермудські острови
- Південне та східне узбережжя Ньюфаундленду

Бермуди і Ньюфаундленд  були життєво важливі для трансатлантичного судноплавства, авіації та Битви за Атлантику. Хоча ворожий напад на будь-яку з цих територій був малоймовірним, його не можна було виключати, і Британія була змушена підтримувати там оборонні сили, включаючи Бермудський гарнізон. Угода дозволила Великій Британії передати більшу частину оборони Бермудських островів досі нейтральним США, що звільнило британські сили для передислокації на театри активних бойових дій і дозволили розробити стратегічні об’єкти за рахунок США, які британські сили також мали використовувати.

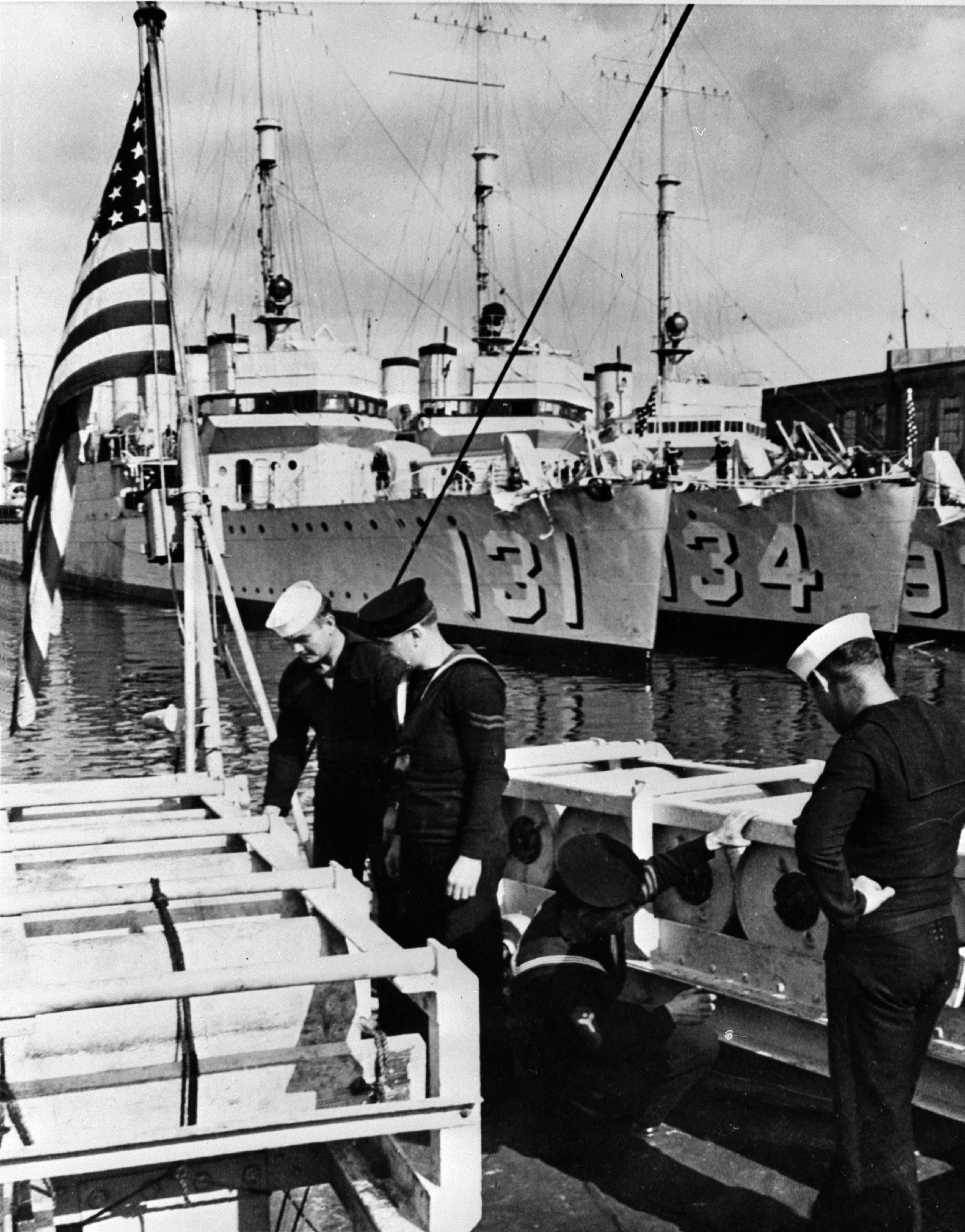
Американські та британські моряки оглядають глибинні бомби. На задньому плані есмінці типу до їх перекидання.

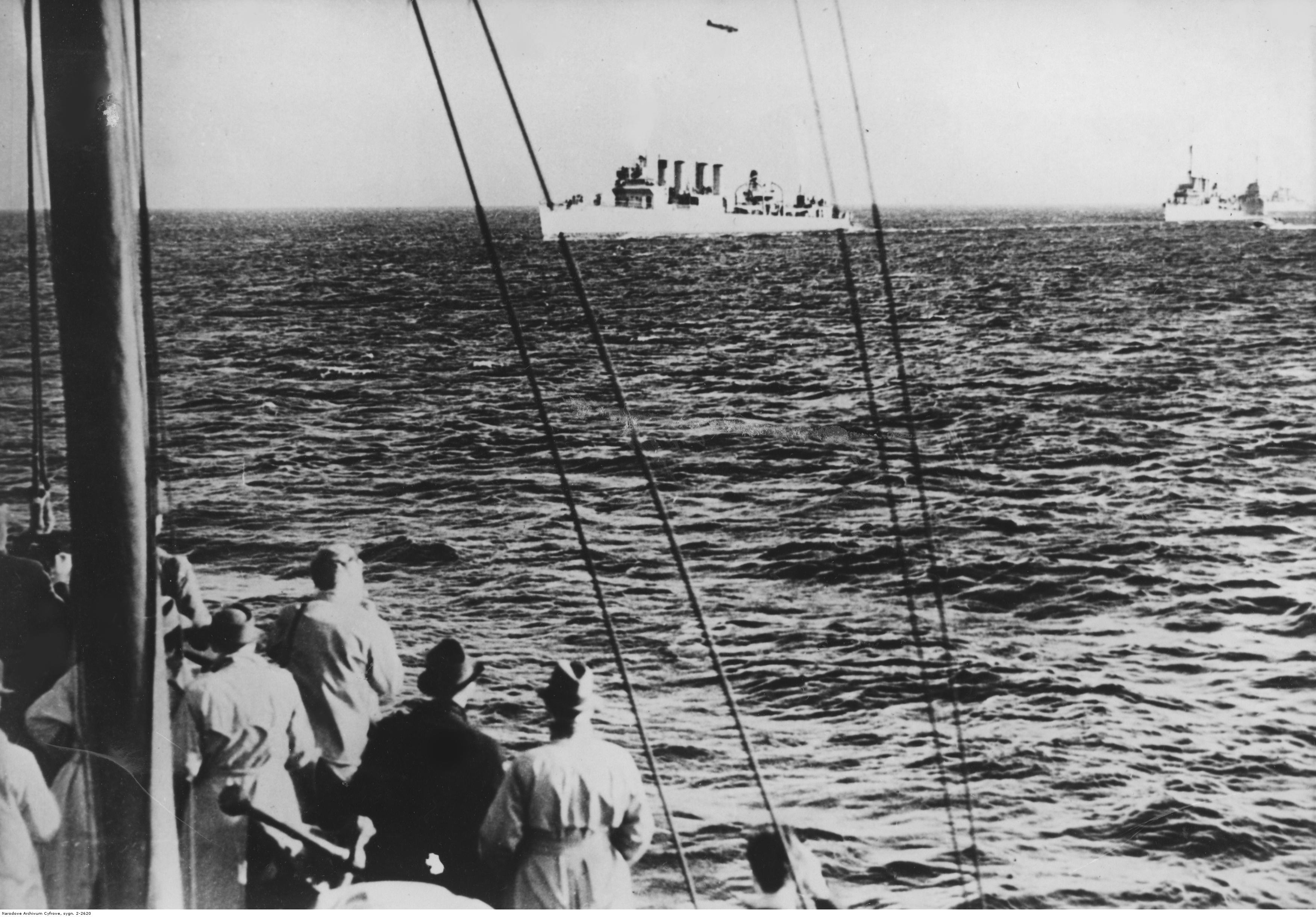
Передані ескадрені міноносці рухаються у британський порт, жовтень 1940 року

І Королівські ВПС, і Військово-повітряні сили флоту мали авіабази на Бермудських островах на початку війни, але вони обслуговували лише літаючі човни.
Угода щодо баз на Бермудських островах передбачала, що США за власний кошт побудують аеродром, здатний обслуговувати великі наземні літаки, які будуть спільно експлуатуватися ВПС США та Королівськими ВПС. Аеродром був названий Кіндлі-Філд на честь Філда Кіндлі, американського льотчика, який воював на боці Британії під час Першої світової війни.
Сорок три кораблі спочатку надійшли до Королівського флоту Великої Британії, а сім – до Королівського флоту Канади.  До кінця війни ще дев'ятеро кораблів передали Королівському флоту Канади. П'ять таких есмінців були укомплектовані екіпажами Королівського флоту Норвегії, а ті, з цих кораблів, що вижили, пізніше повернулися до Королівського флоту. «Кемпбелтаун» був укомплектований моряками Королівського флоту Нідерландів до його використання як "самохідної міни" під час рейду на Сен-Назер. Дев'ять інших есмінців зрештою були передані радянському флоту. Шість із 50 есмінців були потоплені підводними човнами, а три інші, включаючи «Кемпбелтаун», були знищені за інших обставин.
Британії не було іншого вибору, як прийняти угоду, але вона була набагато вигіднішою для Америки, ніж Британія, що помічник Черчілля Джон Колвілл порівняв її з відносинами Радянського Союзу з Фінляндією. Есмінці були в резерві з масштабної кораблебудівної програми США під час Першої світової війни, і багато кораблів потребували капітального ремонту, оскільки вони не були належним чином збережені в неактивному стані. Один британський адмірал назвав їх «найгіршими есмінцями, які я коли-небудь бачив»,  і лише 30 перебували в строю до травня 1941 року. Черчиллю також не сподобалася угода, але його радники переконали його просто поінформувати Рузвельта: «Ми наразі змогли застосувати лише деякі з ваших п'ятидесяти есмінців через значну кількість дефектів, які вони природним чином набули через вплив погоди Атлантики за такий тривалий час перебування у резерві».
У відповідь Рузвельт передав десять кораблів берегової охорони типу «Лейк» Королівському флоту в 1941 році. Вони були на десять років новіші за есмінці та мали більший радіус дії, що зробило їх кориснішими для супроводу протичовнових конвоїв.
Угода була набагато важливішою, оскільки стала початком англо-американського партнерства під час війни. Черчілль сказав у британському парламенті, що «ці дві великі організації англомовних демократій, Британська імперія та Сполучені Штати, повинні бути дещо змішатися разом у деяких своїх справах для взаємної та загальної вигоди». 